# 青森ジャンクション
青森ジャンクション（あおもりジャンクション）は、青森県青森市大字新城にある、東北自動車道と青森自動車道を接続するジャンクション。青森自動車道の起点になっている。

## 概要
当JCTは青森IC方面と青森自動車道方面の相互接続をせず、浪岡IC方面と青森IC、および浪岡IC方面と青森自動車道との相互接続をするハーフJCTである。
青森自動車道の供用開始の際に、従来の東北自動車道の追い越し車線（内側）が青森自動車道の本線に、青森ICには走行車線（外側）が割り当てられ接続するように変更された。そのため、現地案内では「青森JCT」の表記はされておらず、青森ICの出口標識が掲げられている。

## 歴史
- 1979年（昭和54年）9月27日 - 大鰐弘前IC - 青森IC間が開通。当時、当JCTは設置されていなかった。
- 2003年（平成15年）9月28日 - 青森自動車道が開通し、当JCTが設置されて東北自動車道と接続される。

## 接続する道路
- E4 東北自動車道
- E4A 青森自動車道

## 隣
E4 東北自動車道
(53) 浪岡IC - 青森JCT - (54) 青森IC
E4A 青森自動車道
青森JCT - (55) 青森中央IC